# Rockpile
Rockpile era una banda británica formada en 1976 por el guitarrista galés Dave Edmunds y el bajista inglés Nick Lowe. Junto a ellos, estaban también el guitarrista Billy Bemner y el batería Terry Williams.

## Historia
A finales de los 70, tanto Nick Lowe como Dave Edmunds comenzaron a juntarse con Billy Bemner y Terry Williams para tocar en conciertos. Por motivos de derechos, no firmaban ningún disco como Rockpile (ya que Nick y Dave trabajaban con discográficas diferentes); de modo que la banda trabajaba bien dentro de los proyectos bajo la firma de Nick (Jesus Of Cool en 1978 y Labour Of Lust en 1979) o de Dave (Tracks On Wax 4 en 1978, Repeat When Necessary en 1979 y Twangin... en 1981). 
Su estilo musical, al igual del que mantenían como músicos en solitario, era un rock que emulaba el sonido de los años 50. Un sonido desenfadado frente a la creciente importancia del punk durante esos años. Rockpile, al igual que otras bandas británicas minoritarias del momento, definió lo que pasó a llamarse sonido pub-band; ya que la mayoría de estos grupos interpretaba su repertorio como música de fondo en los pubs como entretenimiento. Su música fue tremendamente influyente dentro del estilo pub-band. 
Finalmente, tras varios años trabajando conjuntamente, en 1980, Rockpile publicó el único disco que firmaron como banda: Seconds of Pleasure, que generó el éxito menor "Teacher, Teacher". Tras la gira de este álbum, la banda se distanció notablemente debido a las dificultades que suponía arreglar los encuentros entre los integrantes debido a sus proyectos paralelos. A pesar de ello, trabajaron juntos esporádicamente a lo largo de la década de los 80.

## Discografía
- Seconds of Pleasure (1980)

- Datos: Q1655009